# U.S. Ruta 377
La U.S. Ruta 377 és una autopista als Estats Units. Té una extensió total de 796 quilòmetres (478 milles); recorrent el sud de l'estat d'Oklahoma i travessant l'estat de Texas en direcció nord-sud fins a arribar a la frontera amb Mèxic. Originalment, va estar pensada com a una via de connexió ràpida entre Denton, Texas i Fort Worth, Texas, però va ser ampliada posteriorment fins a assolir la llargada actual.